# Leon Kamieński
Leon Kamieński (ur. 19 lipca 1903 w Zabłudowie, zm. 7 maja 1973 w Gdańsku) – polski inżynier, wykładowca Uniwersytetu Stefana Batorego w Wilnie i Politechniki Gdańskiej, specjalista z chemii cukrów i glikozydów, żołnierz I wojny światowej i II wojny światowej, uczestnik wojny polsko-bolszewickiej 1920 r.

## Działalność naukowa i zawodowa
Przerwał naukę w gimnazjum, aby wziąć udział w wojnie polsko-bolszewickiej (1920). W 1923 ukończył gimnazjum humanistyczne w Bydgoszczy. Studiował na Wydziale Mechanicznym Politechniki Warszawskiej, od 1923 na Wydziale Matematyczno-Przyrodniczym Uniwersytetu Stefana Batorego w Wilnie. W 1928 absolwent Uniwersytetu Stefana Batorego w Wilnie – mgr filozofii w zakresie chemii. W latach 1926–1930 i 1933–1939 był wykładowcą Uniwersytetu Stefana Batorego w Wilnie, będąc w 1936-1939 kierownikiem Zakładu Chemii Organicznej.
W latach 1929–1930 służył w Szkole Podchorążych Rezerwy Artylerii we Włodzimierzu Wołyńskim, awansowany na podporucznika artylerii.
W latach 1931–1933 był stypendystą Funduszu Kultury Narodowej w Zurychu w Laboratorium Paula Karrera – laureata Nagrody Nobla w dziedzinie chemii w 1937. W 1933 uzyskał doktorat z chemii na Uniwersytecie w Zurychu, nostryfikacja na Wydziale Matematyczno-Przyrodniczym Uniwersytetu Stefana Batorego w Wilnie w 1934. Od 1936 mianowany zastępcą profesora.
Na Uniwersytecie Stefana Batorego w Wilnie zainicjował badania nad węglowodorami terpenoaromatycznymi, jako pierwszy w Polsce rozwinął badania naukowe nad tą dziedziną cukrów. Pod koniec sierpnia 1939 zmobilizowany żołnierz w II Wileńskim Pułku Artylerii Ciężkiej – adiutant dowódcy dywizjony w Grupie Operacyjnej POLESIE. Wzięty do niewoli – 7 października 1939 jeniec oflagu: II B w Arnswalde (Choszczno) i od września 1940 do stycznia 1945 II C w Woldenbergu (Dobiegniew), gdzie wykładał na Kursach Politechnicznych z chemii i prowadził odczyty  z chemii i zasad zdrowego żywienia.
Od jesieni 1945 w Gdyni. Od 1 listopada 1945 do 1973 wykładał na Politechnice Gdańskiej. Od 1945 do 1967 był kierownikiem Katedry Chemii Organicznej. Został mianowany w 1945 profesorem kontraktowym, od 1955 profesorem nadzwyczajnym. Promotor 2 doktoratów.
Jeden z organizatorów Wydziału Farmaceutycznego Akademii Lekarskiej w Gdańsku. W 1946 kierował kursami w zakresie chemii organicznej z preparatyką dla lekarzy Akademii Lekarskiej (obecnie GUMed). Był w gronie konsultantów Zakładów Farmaceutycznych w Starogardzie Gdańskim.
Był członkiem towarzystw naukowych: Polskiego Towarzystwa Chemicznego – PTCH (od 1929), organizatorem oddziału gdańskiego, pełnił funkcje przewodniczącego (1948-1949, 1952-1953), członkiem Zarządu Głównego, w Komisji Słownictwa Węglowodanów PTCH. Był amatorem fotografikiem, jego zdjęcia były publikowane w albumach krajoznawczych i innych.

## Ordery i odznaczenia
- Krzyż Oficerski Orderu Odrodzenia Polski (1958)